# Яніше (Люблінське воєводство)
Яніше (пол. Janisze) — село в Польщі, у гміні Рики Рицького повіту Люблінського воєводства.
Населення — 51 особа (2011).

## Демографія
Демографічна структура станом на 31 березня 2011 року:
|          | Загалом | Допрацездатний вік | Працездатний вік | Постпрацездатний вік |
| -------- | ------- | ------------------ | ---------------- | -------------------- |
| Чоловіки | 32      | 9                  | 22               | 1                    |
| Жінки    | 19      | 3                  | 12               | 4                    |
| Разом    | 51      | 12                 | 34               | 5                    |